# Cipicung (Jatigede)
Cipicung is een bestuurslaag in het regentschap Sumedang van de provincie West-Java, Indonesië. Cipicung telt 2791 inwoners (volkstelling 2010).